# Quadrigyridae
Quadrigyridae is een familie in de taxonomische indeling van de haakwormen, ongewervelde en parasitaire wormen die meestal 1 tot 2 cm lang worden. Quadrigyridae werd in 1920 beschreven door Van Cleve.